# Тіпітапа
Тіпітапа (ісп.; Tipitapa)— місто в західній частині Нікарагуа, входить до складу департаменту Манагуа.

## Клімат
Місто має тропічний клімат. У зимовий період випадає значно менше опадів, ніж влітку.
Протягом року середня кількість опадів складає 1129 мм. Найвища середня температура у квітні:28.9 ° C. Найнижча середня температура в грудні 26.0 °C.